# Combattimento
Il combattimento è un conflitto violento tra due o più individui o gruppi, solitamente nel tentativo di dominare la parte avversaria. Inteso a danneggiare o addirittura uccidere l'oppositore, viene talvolta utilizzato per costringere gli altri a ottenere i propri desideri (come il territorio, l'indipendenza, i diritti o l'acquisizione di denaro o beni), mentre altre volte come metodo di autodifesa per necessità.
Un'istanza di combattimento può essere uno scontro a sé stante o una piccola parte di un conflitto molto più ampio. Altre istanze di combattimento possono anche essere benigne e ricreative, come nei casi di sport da combattimento e combattimento simulato. Il combattimento corpo a corpo comprende la lotta, quest'ultima senza l'uso di armi né di attrezzi.

## Storia
Una delle prime forme di combattimento sono le arti marziali, che vantano un'origine storica: oltre che uno strumento di offesa e difesa, rappresentano una conoscenza del corpo umano e un esercizio dell'autocontrollo.

## Significato del termine
Il termine ha più accezioni:
- Una situazione bellica (di guerra) in cui una forza armata ne affronta altre;
- Una battaglia tra individui o nazioni che hanno ideologie diverse;
- Un duello tra due persone, anche con riferimento sportivo (per esempio, in sport da combattimento);
- Un allenamento atto a migliorare le proprie doti nell'arte del combattimento.